# فلیکس ساوار
 فلیکس ساوار (انگلیسی: Félix Savart؛ زاده ۳۰ ژوئن ۱۷۹۱ درگذشته ۱۶ مارس ۱۸۴۱) یک فیزیک‌دان اهل فرانسه بود.